# Стефан (префект Амальфі)
Стефан (лат. Stefanus; †898) — префект Амальфі (879—898). Зять Маріна — першого відомого префекта Амальфі.
Спадкував владу після свого зведеного брата Пульхерія, коли місто було відлучене від церкви. У 897 розпочав війну з Соррентським, а потім з Неаполітанським герцогством. Був полонений мешканцями Сорренто, через якийсь час звільнився і помер. Владу спадкував Мансо, який належав до іншого роду.